# Iophon (geslacht)
Iophon is een geslacht van sponsdieren uit de klasse van de Demospongiae (gewone sponzen).

## Soorten
- Iophon abnormale Ridley & Dendy, 1886
- Iophon aceratum Hentschel, 1914
- Iophon bipocillum Aguilar-Camacho, Carballo & Cruz-Barraza, 2014
- Iophon cheliferum Ridley & Dendy, 1886
- Iophon chilense Desqueyroux-Faúndez & van Soest, 1996
- Iophon cylindricum Ridley & Dendy, 1886
- Iophon dogieli Koltun, 1955
- Iophon dubium (Hansen, 1885)
- Iophon flabellodigitatum Kirkpatrick, 1907
- Iophon frigidum Lundbeck, 1909
- Iophon funis Topsent, 1892
- Iophon gaussi Hentschel, 1914
- Iophon hesperidesi Rios, Cristobo & Urgorri, 2004
- Iophon husvikense Goodwin, Brewin & Brickle, 2012
- Iophon hyndmani (Bowerbank, 1858)
- Iophon indentatus Wilson, 1904
- Iophon laevistylus Dendy, 1924
- Iophon lamella Wilson, 1904
- Iophon laminale Ridley & Dendy, 1886
- Iophon minor (Brøndsted, 1924)
- Iophon nigricans (Bowerbank, 1858)
- Iophon omnivorus Ridley & Dendy, 1887
- Iophon ostiamagna Wilson, 1904
- Iophon piceum (Vosmaer, 1882)
- Iophon pictoni Goodwin, Jones, Neely & Brickle, 2011
- Iophon pluricorne Topsent, 1913
- Iophon pommeraniae Thiele, 1903
- Iophon proximum (Ridley, 1881)
- Iophon radiatum Topsent, 1901
- Iophon rayae (Bakus, 1966)
- Iophon semispinosum Bergquist, 1961
- Iophon spinulentum (Bowerbank, 1866)
- Iophon terranovae Calcinai & Pansini, 2000
- Iophon timidum Desqueyroux-Faúndez & van Soest, 1996
- Iophon tubiforme Desqueyroux-Faúndez & van Soest, 1996
- Iophon unicorne Topsent, 1907
- Iophon variopocillatum Alander, 1942